# Branko Crvenkovski
Branko Crvenkovski (makedonsky Бранко Црвенковски) (* 12. října 1962 v Sarajevu) je bývalý prezident Severní Makedonie.

## Život
Má technické vzdělání, v roce 1986 získal titul bakaláře informatiky a automatiky na Elektrotechnické fakultě Univerzity Sv. Cyrila a Metoděje ve Skopje.
V roce 1990 byl při prvních pluralitních parlamentních volbách v SFRJ zvolen do Sobranje - parlamentu Makedonie. V dubnu 1991 se stal prvním předsedou SDSM, který vznikl jako následnická strana Svazu komunistů Makedonie.
V letech 1992-1998 a 2002-2004 byl předsedou vlády Makedonie.

### Prezidentské volby
V dubnu 2004 zvítězil v předčasných (po tragickém úmrtí Borise Trajkovskeho) makedonských prezidentských volbách (jeho protikandidátem byl Saško Kedev. Poté rezignoval na funkci premiéra a do úřadu prezidenta nastoupil 12. května 2004. V čele SDSM Crvenkovskeho nahradil Vlado Bučkovski.
V prezidentských volbách roku 2009 se o prezidentský úřad již nehodlal ucházet a jeho nástupcem byl zvolen vládní kandidát Gjorgje Ivanov.